# Glendale (Californien)
 For alternative betydninger, se Glendale. (Se også artikler, som begynder med Glendale)
Glendale er en kommune i Los Angeles County, Californien, USA. Befolkningen var i 2019 estimeret til 204.765 indbyggere, hvilket gør kommunen den 4. største i Los Angeles County og den 23. største i Californien. Den ligger 16 km nord Los Angeles' centrum.
Glendale ligger i den sydøstlige ende af San Fernando Valley, gennemskåret af Verdugo-bjergene og er en forstad i Los Angeles storbyområdet.
Glendale er et de områder i USA som har det største antal amerikanere af armensk oprindelse.